# تارتيسوس

موقع تارتيسوس

تارتيسوس (باليونانية : Τάρτησσος ، بالاتينية: Tartessus) هو الاسم الذي عَرَّفَ به الإغريق أول حضارة في الغرب. وريثة الثقافة المغليثية، متموقعة في المثلث المتكون حاليا من مقاطعات أونبة وإشبيلية وقادش، على الساحل الجنوبي الغربي لشبه الجزيرة الايبيرية. كان محور هذه الحضارة نهر تارتيسوس ، الذي سماه الرومان بيتيس (كان اسمه قبل ذلك Oleum flumen = نهر الزيت) و سماه العرب بالوادي الكبير. ومع ذلك ، ليس هناك شيء مؤكد، فالعديد من الباحثين يموقعون نهر تارتيسوس عند مصب أوديال ونهر تينتو ، أو في مصب الجوادينا، و كلها أماكن تقع في مقاطعة ولبة. وضع التاريسيون لغة وكتابة تختلف عن الشعوب الأوروبية المجاورة، متأثرة بالثقافة الفرعونية والفينيقية.
كانت تشكل محطة في الطريق الغربية لتجارة القصدير. استقر فيها الفينيقيون في القرن الثاني عشر قبل الميلاد، ثم سكنها اليونانيون في القرن السابع قبل الميلاد، حتى أزالهم القرطاجيون من المنطقة.